# Твердотільне реле

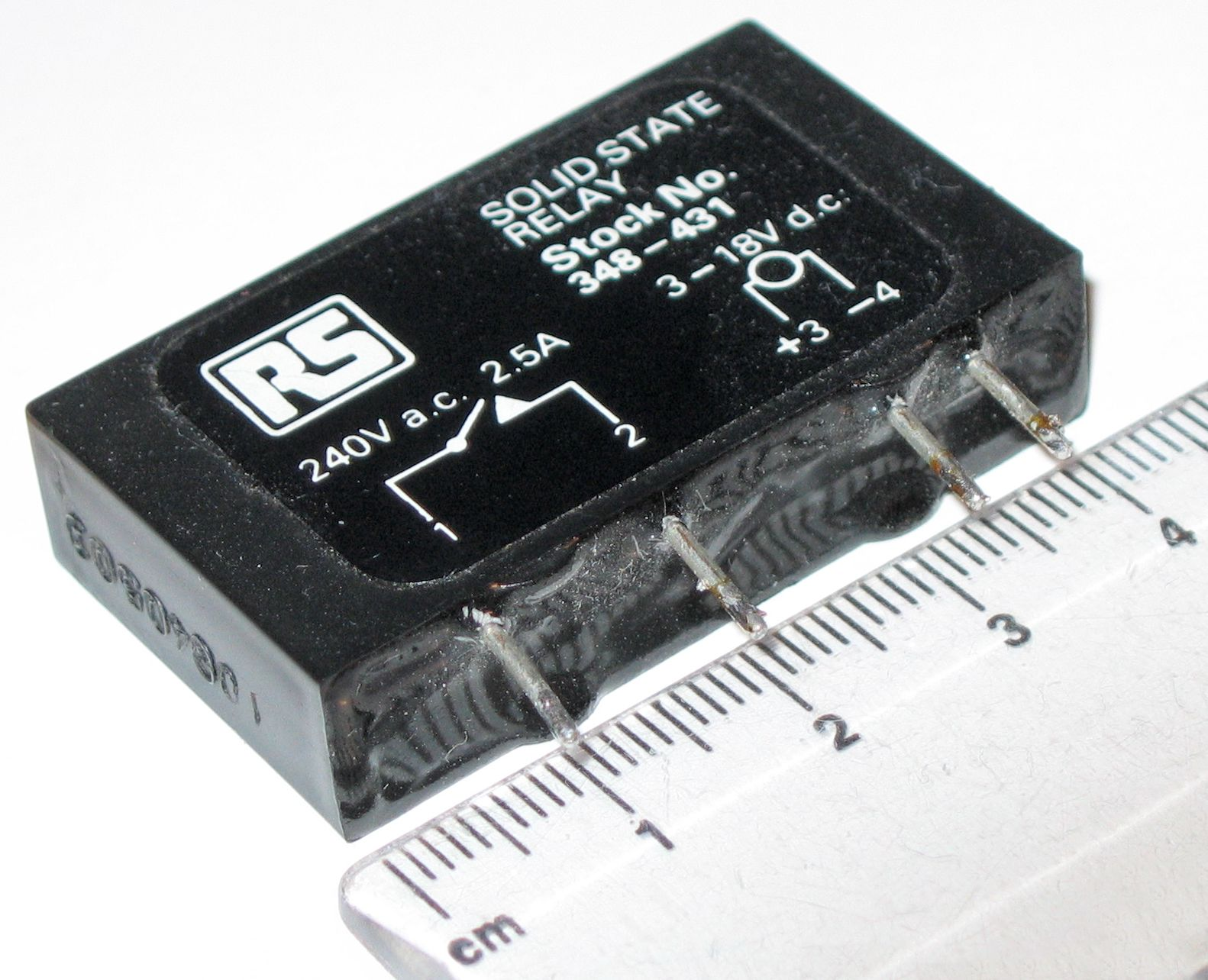
Малогабаритне твердотільне реле

Твердоті́льне реле́ (ТТР) (англ. solid-state relay, SSR) — електричний комутаційний апарат типу реле на базі електронних, магнітних, оптичних або інших компонентів без механічно рухомих частин, що слугує для вмикання/вимикання потужних кіл за допомогою низьких напруг (струмів), які подаються на контакти керування. ТТР містить датчик, що реагує на вхідний (керувальний) сигнал та твердотільну електроніку, що керує високопотужними колами. Цей тип реле може використовуватись як в колах постійного, так і в колах змінного струму. Пристрій з'явився у вжитку з кінця 1980-х років та використовується за тим же призначенням, що й звичайне (електромеханічне) реле.

## Загальна інформація
Серійні твердотільні реле використовують технології напівпровідникових пристроїв, таких як тиристори та симістори для керування змінними струмами а також, транзистори – для постійних струмів і забезпечують перемикання струмів величиною до сотень ампер. ТТР мають суттєво вищу швидкість перемикання, ніж електромеханічні реле та є повністю гальванічно розв'язаними.
Твердотільні реле у меншій мірі ніж їх електро-механічні аналоги пристосовані до витримування короткочасних перевантажень та мають дещо більший опір у замкнутому стані. Також ТТР не можуть використовуватись для перемикання між різними контактами.

## Принцип роботи

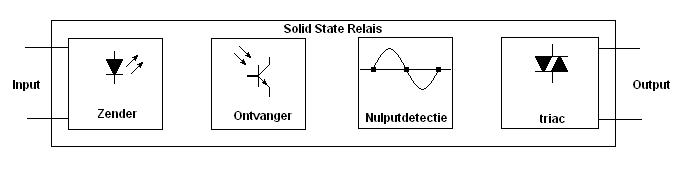
Функціональна схема твердотільного реле

Керувальний сигнал обумовлює зміну вихідного так, що забезпечується повна гальванічна розв'язка між ними. Більшість конструкцій ТТР для цього використовують принцип оптрона у роботі. Напруга керування живить світлодіод, що освітлює фотодіод, струм якого вмикає тиристор (симістор) або МДН-транзистор, щоб керувати струмом навантаження.

## Характеристики та класифікація
ТТР класифікуються за декількома параметрами: за типом керування (вхідною напругою — постійна 3…32 В або змінна 80…250 В; змінним резистором чи аналоговим сигналом струму 4…20 мА), струмом у колі керування (до 10 мА), максимальним номінальним (до 100 А) та короткочасним (до 1200 А) струмом на виході, вихідною напругою (змінна до 500 В або постійна до 60 В), кількістю фаз (однофазні та трифазні, останні з реверсом та без нього), спадом напруги, умовами експлуатації та особливостями монтажу.

## Використання
Твердотільні напівпровідникові реле знайшли застосування в електричних схемах комутації нагрівних елементів, освітлювальних ламп, зварювальних агрегатів та інших пристроїв з резистивним типом навантаження та робочою напругою від 24 до 480 В змінного струму, або 5…60 В постійного струму. Для комутування індкутивного навантаження слід мати 5…8-ми кратний запас за струмом.

## Переваги над електромеханічними реле
При правильній експлуатації, очікуваний термін служби безконтактного реле складає багато мільйонів операцій, у 10…1000 разів вище від аналогічних показників для електромеханічних реле. Крім того, безконтактні реле мають перевагу з точки зору екологічної безпеки.
Більшості ТТР властивими є однозначні переваги над електромеханічними аналогами а саме:
- високий ступінь надійності та довший термін служби завдяки відсутності механічно рухомих елементів, схильних до зношування та іскріння;
- знижений рівень електромагнітних завад;
- менші габаритні розміри, що дозволяють створювати компактніші пристрої;
- повна безшумність роботи;
- значно більша швидкодія, завдяки оптрону;
- вихідна напруга є стабільною протягом усього терміну служби;
- відсутність скачка напруги при перемиканні;
- можливість використання реле на вибухо- та пожежонебезпечних об'єктах завдяки відсутності іскріння при роботі;
- менша чутливість до умов експлуатації за наявності вібрацій та магнітних полів.

## Недоліки
Твердотільним реле властиві такі недоліки:
- завдяки відсутності механічних контактів:
  - у відкритому стані нагрівається за рахунок залишкового опору й створює електричний фон;
  - у закритому стані має великий але не нескінченний опір, а також зворотний струм втрат (мікроампери);
  - вольт-амперна характеристика контакту є суттєво нелінійною;
  - деякі типи вимагають дотримання полярності на вихідних контактах;
  - при виході з ладу мають тенденцію закорочувати вихідні контакти, тоді як звичайні реле навпаки, залишаються розімкненими;
- хибні спрацювання від стрибків напруги (через високу швидкість спрацювання);
- не відразу здатне пропустити струм у зворотному напрямі через наявність напівпровідників у схемі.

## Галерея зображень
|  |  |  |